# Alessandro Pirzio Biroli
Alessandro Giuseppe Maria Pirzio Biroli (ur. 23 lipca 1877 w Bolonii, zm. 20 maja 1962 w Rzymie) – włoski generał i szermierz, srebrny medalista olimpijski.

## Biografia
W 1895 roku ukończył Szkołę Wojskowa w Modenie, uzyskując przydział w stopniu podporucznika 5. Pułku Bersalierów.
Na igrzyskach olimpijskich w Londynie w 1908 wspólnie z Riccardo Nowakiem, Abelardo Olivierem, Marcello Bertinettim i Sante Ceccherinim zdobył srebrny medal w szabli drużynowej. W turnieju indywidualnym odpadł w drugiej rundzie. Startował również w szpadzie indywidualnej, w której odpadł w pierwszej rundzie.
Podczas I wojny światowej walczył na froncie macedońskim jako dowódca batalionu Armii Królestwa Włoch. W 1918 awansowany do stopnia generała brygady. W latach 1921–1927 odbywał misję w Ekwadorze. W kwietniu 1936 awansowany na generała. Podczas wojny włosko-abisyńskiej (1935–1936) dowodził siłami erytrejskimi, a następnie został gubernatorem prowincji Amhara we  Włoskiej Afryce Wschodniej.
W trakcie II wojny światowej (w latach 1941–1943) był gubernatorem Czarnogóry (chociaż nigdy nie przystąpił do partii faszystowskiej). Był odpowiedzialny za zbrodnie wojenne popełnione przez włoskie wojsko podczas powstania w Czarnogórze w 1941. Pomimo tego, że po II wojnie światowej Pirzio Biroli znajdował się bardzo wysoko na liście zbrodniarzy wojennych Komisji Zbrodni Wojennych ONZ – nigdy nie był sądzony i spędził starość w Rzymie.
Odznaczony między innymi Orderem Sabaudzkim Wojskowym (kawaler – 1918, komandor – 1945), Orderem Świętych Maurycego i Łazarza (1940), Orderem Korony Włoch (1932), Orderem Gwiazdy Włoch, Brązowym Medalem za Męstwo Wojskowe, Krzyżem Zasługi Wojennej i Orderem Zasługi Orła Niemieckiego.